# Osmanki (sjö i Haapavesi, Norra Österbotten, Finland)
Osmanki eller Osmankijärvi är en sjö i Finland. Den ligger i kommunen Haapavesi i landskapet Norra Österbotten, i den centrala delen av landet, 500 km norr om huvudstaden Helsingfors. Osmanki ligger 120 meter över havet. Arean är 6,54 kvadratkilometer och strandlinjen är 15,25 kilometer lång. Sjön  ingår i Pyhäjoki älvs huvudavrinningsområde.   Den ligger vid sjön Ainalijärvi. I omgivningarna runt Osmanki växer i huvudsak blandskog.